# Люля (Чамзінський район)
Люля́ (рос. Люля, ерз. Люля) — присілок у складі Чамзінського району Мордовії, Росія. Входить до складу Медаєвського сільського поселення.

## Населення
Населення — 28 осіб (2010; 44 у 2002).
Національний склад (станом на 2002 рік):
- росіяни — 100 %